# Bướm phượng cánh đuôi nheo
Bướm phượng cánh đuôi nheo, còn gọi là bướm rồng đuôi trắng (danh pháp khoa học: Lamproptera curius) là một loài bướm có nguồn gốc từ một bộ phận của Nam Á và Đông Nam Á. Loài này thuộc chi Lamproptera của họ Bướm phượng. Đây không phải là loài hiếm.

## Phân bố
Loài này hiện diện ở Ấn Độ, từ Assam đến Miến Điện. Ngoài ra bướm còn có ở Thái Lan, Lào, Việt Nam, Nam Trung Quốc, Campuchia, Malaysia, Indonesia, Brunei và Philippines.

## Cây chủ
Cũng như các loài khác trong chi, ấu trùng được ghi nhận ăn lá các loài cây thuộc chi Illigera, họ Hernandiaceae

## Hình ảnh

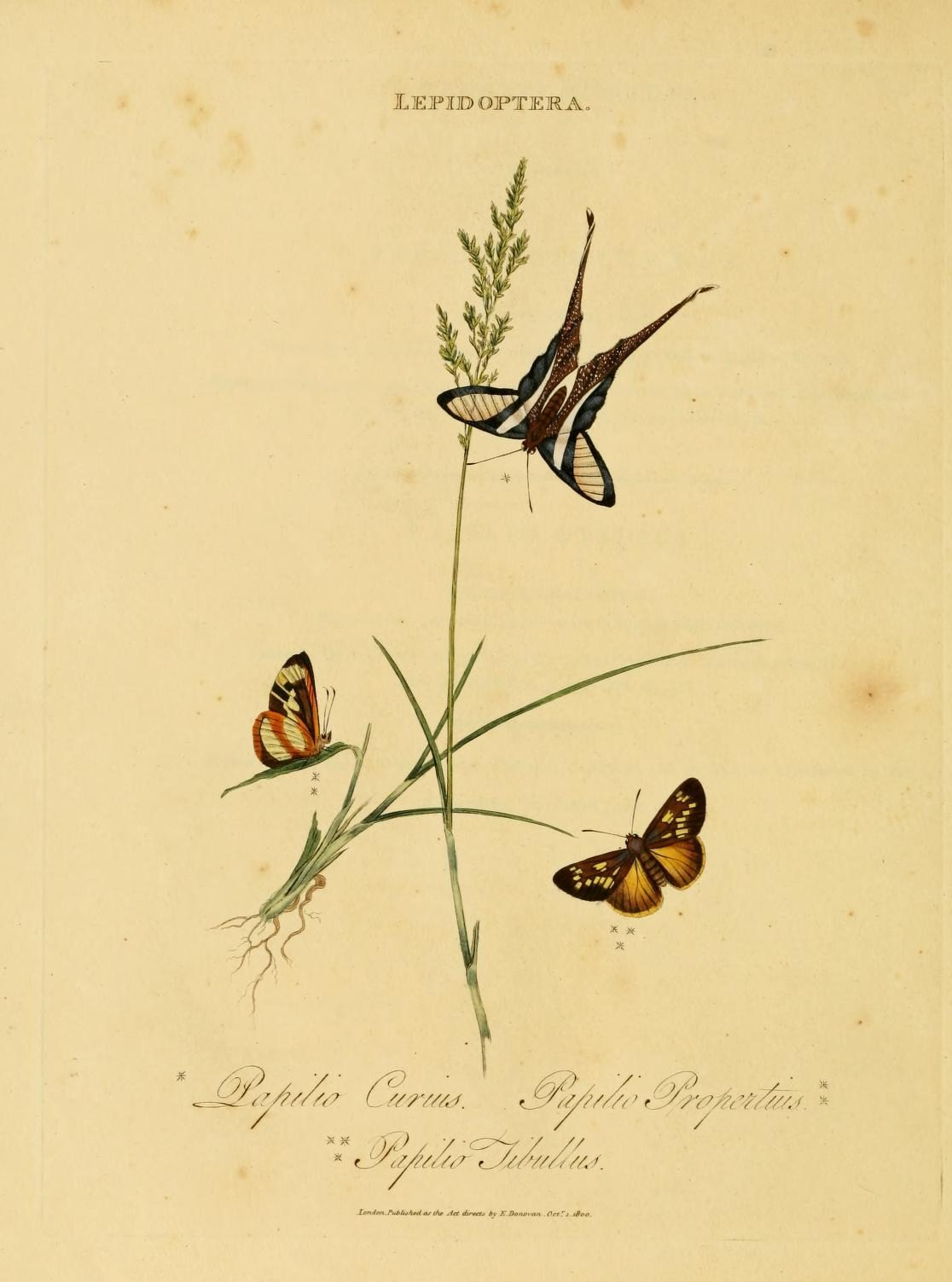
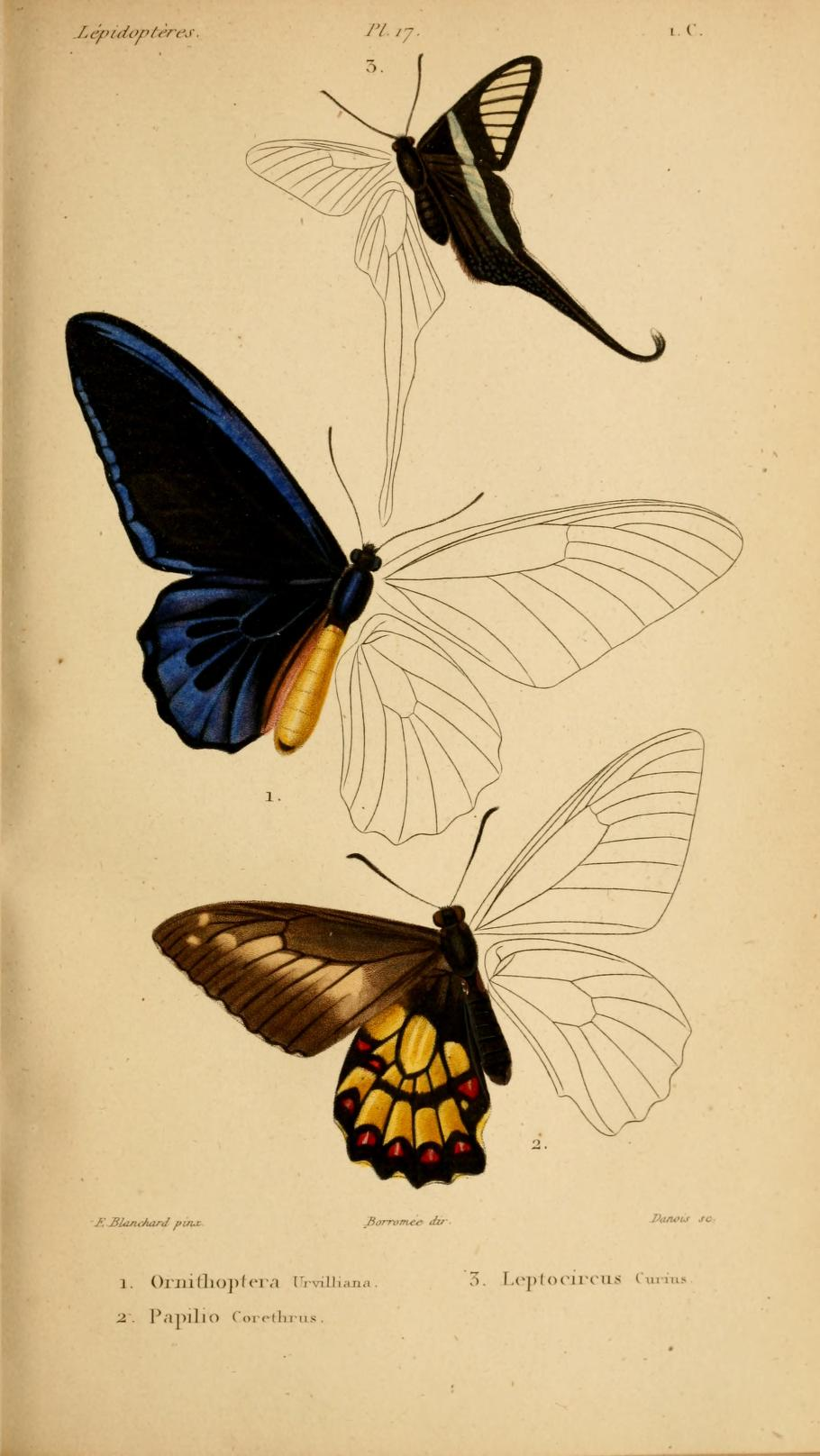
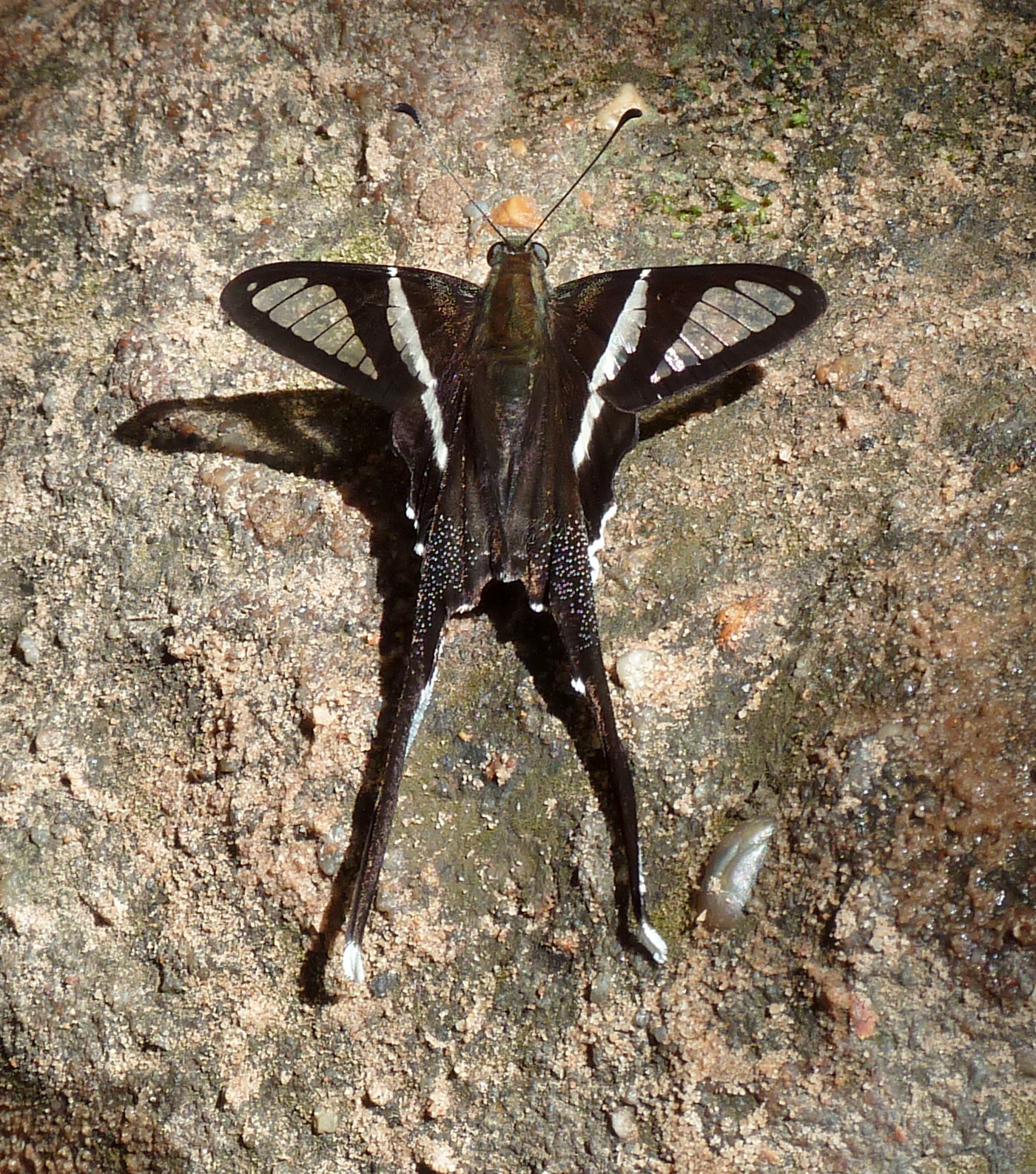
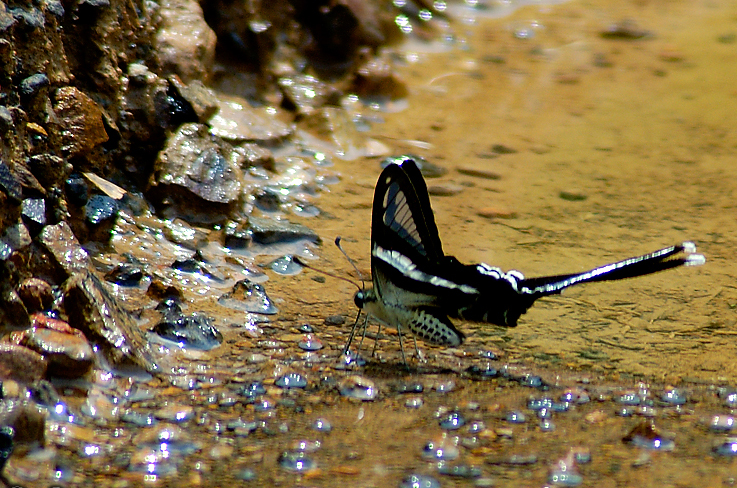